# Sandsfjorden (Suldal)
Sandsfjorden er en fjordarm af Nedstrandsfjorden og Boknafjorden i Suldal kommune i Rogaland fylke i Norge. Fjorden deler sig senere i Hylsfjorden og Saudafjorden, og ind til bunden af  Hylsfjorden er den 47 kilometer lang. Ind til Sauda i bunden af  Saudafjorden er der 43 kilometer. Fra indløbet til stedet fjorden hvor deler sig er den omkring 25 kilometer lang.
Fjorden har indløb nordøst for Foldøy, mellem Vardnes ved Hebnes og Jelsa på den modsatte side. Et stykke mod nord ligger der flere små øer midt i fjorden, skilt af flere smalle sunde. Den østligste ø er Berakvamsskorpa og mellem denne og fastlandet går Straumbergsundet. Midtsund ligger mellem Berakvamsskorpa og Kjølvikskorpa længere mod vest. Vest for Kjølvikskorpa igen ligger bugterne Bjørnavågen og Sjøbuholsvågen, begge omkring 500-700 meter lange. Nord for Kjølviksskorpa går Vatlandsvågen og Stokkvåg 2,5 kilometer ind i landet og er næsten at regne som en lille fjordarm. Længst mod nord i vågen ligger Reppsbygda, og herfra går Stokkavåg mod sydvest. 
Nord for øerne drejer Sandsfjorden mod øst, og møder så Ottøya på sydsiden. Nord for Ottøya ligger bygden Marvik. Øst for Ottøyna drejer Sandsfjorden først mod nord, derefter mod øst og til slut mod nordøst langs Løvanes. Ved Løvanestangen yderst på Løvanes går Lovrafjorden mod syd på østsiden af næsset. Lovrafjorden er smal og går 4,5 km mod syd til Lovraeidet. 
Et stykke nord for Løvanes ligger Sand, kommunecenteret i Suldal, på østsiden af fjorden. Her går der færge over til Ropeid på vestsiden. Ropeid ligger på  en landtange  der kun er omkring  250 meter bred på det smalleste. På den anden side ligger bunden af Vindafjorden.
Lige nord for Sand deler Sandsfjorden sig i Hylsfjorden og Saudafjorden. Hylsfjorden går 18-19 kilometer mod øst til Hylen og Hylsdalen, mens Saudafjorden går 16 kilometer mod nordøst til Sauda.